# マシュー・ブラックマー
マシュー・ブラックマー（英語: Matthew Blackmer, 1991年12月12日 - ）は、アメリカ合衆国出身の男性元フィギュアスケート選手（ペア、アイスダンス）。パートナーはアレクサンドラ・アルドリッジ、ブリトニー・シンプソン、ケイトリン・バッド。
2011年ジュニアグランプリファイナル3位。

## 経歴
1991年アメリカ合衆国オハイオ州フィンドレー生まれ。4人きょうだいの一番上で、妹2人と弟がいる。最初はホッケーをやっていたが、妹の友人の頼みでフィギュアスケートに転向した。
2011年にブリトニー・シンプソンとペアを組み、ジュニアグランプリに参戦。バルティック杯で優勝、タリン杯で2位となり、グランプリファイナルでも銅メダルを獲得した。全米選手権はジュニアクラスで2位。しかし世界ジュニア選手権ではジャンプで転倒する等して10位に終わった。
2012-2013シーズンは全米選手権のジュニアクラスで優勝するものの、世界ジュニア選手権は2年連続で10位。
2013-2014シーズンはロステレコム杯への出場を予定していたが、シンプソンの回旋筋腱板と上唇部の手術のために棄権。12月2日に、シンプソンとのペアを解消した。4月にはケイトイン・バッドとのペアを再結成した。しかし試合に出ることなくペアを解散した。
2015-2016シーズン、アレクサンドラ・アルドリッジと組みアイスダンスへ転向した。またコーチをパスカーレ・カメレンゴ、アンジェリカ・クリロワ、ナタリア・アンネンコ＝デラーに変更しコロラドスプリングスからデトロイトに練習拠点を移した。
2016年9月13日、引退を発表した。引退後は不動産関係の仕事に就いた。

## 主な戦績

### アイスダンス
- アレクサンドラ・アルドリッジとのカップル

| 大会/年    | 2015-16 |
| ---------- | ------- |
| 全米選手権 | 9       |

#### 詳細
| 2015-2016 シーズン   |                                              |          |         |          |
| 開催日               | 大会名                                       | SD       | FD      | 結果     |
| 2016年1月15日 - 24日 | 全米フィギュアスケート選手権（セントポール） | 10 46.16 | 9 75.00 | 9 121.16 |

### ペア
| 大会/年              | 2011-12 | 2012-13 |
| -------------------- | ------- | ------- |
| 世界Jr.選手権        | 10      | 10      |
| 全米選手権           | 2 J     | 1 J     |
| JGPファイナル        | 3       |         |
| JGPオーストリア      |         | 5       |
| JGP B.シュベルター杯 |         | 5       |
| JGPバルティック杯    | 1       |         |
| JGPタリン杯          | 3       |         |

- J - ジュニアクラス

#### 詳細
| 2012-2013 シーズン     |                                                                |         |          |           |
| 開催日                 | 大会名                                                         | SP      | FS       | 結果      |
| 2013年2月25日 - 3月3日 | 2013年世界ジュニアフィギュアスケート選手権（ミラノ）           | 9 43.16 | 11 78.35 | 10 121.51 |
| 2013年1月20日 - 27日   | 全米フィギュアスケート選手権 ジュニアクラス（オマハ）          | 2 50.25 | 1 96.19  | 1 146.44  |
| 2012年10月10日 - 14日  | ISUジュニアグランプリ ブラエオン・シュベルター杯（ケムニッツ） | 5 45.64 | 6 85.49  | 5 131.13  |
| 2012年9月12日 - 16日   | ISUジュニアグランプリ オーストリア（リンツ）                   | 5 45.90 | 5 87.15  | 5 133.05  |

| 2011-2012 シーズン     |                                                                 |          |          |           |
| 開催日                 | 大会名                                                          | SP       | FS       | 結果      |
| 2012年2月27日 - 3月4日 | 2012年世界ジュニアフィギュアスケート選手権（ミンスク）          | 11 46.83 | 10 81.10 | 10 127.93 |
| 2012年1月22日 - 29日   | 全米フィギュアスケート選手権 ジュニアクラス（サンノゼ）         | 3 49.12  | 1 97.31  | 2 146.43  |
| 2011年12月8日 - 11日   | 2011/2012 ISUジュニアグランプリファイナル（ケベック・シティー） | 3 50.91  | 5 95.44  | 3 146.35  |
| 2011年10月12日 - 16日  | ISUジュニアグランプリ タリン杯（タリン）                        | 3 49.57  | 2 91.71  | 2 141.28  |
| 2011年9月14日 - 18日   | ISUジュニアグランプリ バルティック杯（グダニスク）              | 1 48.89  | 1 92.53  | 1 141.42  |

## プログラム使用曲
| シーズン  | SD | FD | EX                                   |
| --------- | --- | --- | ------------------------------------ |
| 2015-2016 | 仮面舞踏会 作曲：アラム・ハチャトゥリアン ラデツキー行進曲 作曲：ヨハン・シュトラウス1世 振付：パスカーレ・カメレンゴ、アンジェリカ・クリロワ | オブリビオン 作曲：アストル・ピアソラ Tango de Amor 振付：パスカーレ・カメレンゴ、アンジェリカ・クリロワ |                                      |
| シーズン  | SP | FS | EX                                   |
| 2013-2014 | 奇跡の始まり 作曲：ピーター・ガブリエル | ベートーヴェンの5つの秘密 演奏：ザ・ピアノ・ガイズ                                                       |                                      |
| 2012-2013 | 映画『マスク・オブ・ゾロ』より 作曲：ジェームズ・ホーナー                                                                                     | 映画『ヘンリー五世』より 作曲：パトリック・ドイル 演奏：バーミンガム市交響楽団                           | You Should Be Dancing 曲：ビージーズ |
| 2011-2012 | 映画『グリーン・デスティニー』より 作曲：譚盾                                                                                                 | 映画『タイタニック』より 作曲：ジェームズ・ホーナー                                                      |                                      |